# (12692) 1989 BV1
(12692) 1989 BV1 est un astéroïde de la ceinture principale d'astéroïdes découvert en 1989.

## Description
(12692) 1989 BV1 a été découvert le 29 janvier 1989 à l'observatoire Kleť, en République tchèque, en Bohême-du-Sud, par Antonín Mrkos.

### Caractéristiques orbitales
L'orbite de cet astéroïde est caractérisée par un demi-grand axe de 2,41 UA, un périhélie de 2,08 UA, une excentricité de 0,14 et une inclinaison de 1,90° par rapport à l'écliptique. Du fait de ces caractéristiques, à savoir un demi-grand axe compris entre 2 et 3,2 UA et un périhélie supérieur à 1,666 UA, il est classé, selon la JPL Small-Body Database, comme objet de la ceinture principale d'astéroïdes.

### Caractéristiques physiques
(12692) 1989 BV1 a une magnitude absolue (H) de 14,6 et un albédo estimé à 0,072.